# High 5 制霸青春
《High 5 制霸青春》（英語：High 5 Basketball），2016年台灣偶像劇，由羅宏正、連晨翔、Janet、邱宇辰、程予希、A'N'D宇宙、路斯明、高英軒領銜主演。
本劇以高中校園籃球為題材，2016年5月9日開鏡，2016年11月30日殺青，2016年10月15日於八大綜合台、愛奇藝台灣站播出。本劇獲得中華民國文化部105年度高畫質電視連續劇類補助新臺幣1,600萬元、5.1聲道補助新臺幣66萬元。於第52屆金鐘獎中入圍戲劇節目男主角（羅宏正）、戲劇節目導演、攝影以及剪接四個獎項。

## 劇情大綱
叙述一名毫无执教经验的女教练，带领高中篮球队，为了坚持打好每场球，找回自己青春时期那份纯粹、毫无保留的勇气，是一部挑战梦想，跨越自我极限的励志戏剧。

## 播出時間

### 首播時間
| 頻道         | 所在地 | 播放日期       | 播放時間                 |
| ------------ | ------ | -------------- | ------------------------ |
| 八大綜合台   | 臺灣   | 2016年10月15日 | 每週六20：30－22：00     |
| 愛奇藝台灣站 | 臺灣   | 2016年10月15日 | 每週六20：30－22：00     |
| 龍華偶像台   | 臺灣   | 2017年6月25日  | 每週一至五20：00         |
| J2           | 香港   | 2017年8月8日   | 每週一至五19：00－20：00 |

### 重播時間
| 頻道       | 所在地 | 播放日期      | 播放時間                         |
| ---------- | ------ | ------------- | -------------------------------- |
| 八大綜合台 | 臺灣   | 2017年7月16日 | 每週日20：30－22：00             |
| J2         | 香港   | 2017年8月9日  | 每週二至五及下週一12：00－13：00 |

## 演員列表

### 主要演員
| 演員   | 角色   | 粵語配音 | 介紹 | 登場集數      |
| 宏正   | 柯威震 | 關令翹   | 外號阿震，大仁高中高三球員，186cm，控球後衛，4號。大仁高中籃球隊隊長，也是隊上主將。阿震屬苦練型球員，憑藉著責任感及好強的個性，只要任何能精進球技的方法都會嘗試訓練。對籃球的熱愛及奪冠的渴望絕對是全隊之首！過分認真的性格，讓他在比賽關鍵的時刻，總會承受巨大壓力導致表現不穩定。這是阿震在高中的最後一年了，他能克服自己的侷限，帶領球隊奪下總冠軍嗎?! | 全劇          |
| 晨翔   | 詹智凱 | 張預東   | 外號詹姆士，大仁高中一年級，182cm，小前鋒，9號。天才型籃球員，資質比柯威震還好，仗著自己比別人有天分，所以常常不把別人放在眼裡。個性臭屁，眷戀光環舞臺，喜歡出風頭、享受掌聲和球迷的追逐。 對詹姆士來說，帥是唯一準則，所以個人的得分與表現，往往比團隊合作更重要，個人主義掛帥下，常讓學長們看不過去，並視為眼中釘。詹姆士熱愛籃球，但那並不是他唯一追求的，任何能耍帥的事情他都會想去做，所以平常時他也喜歡跳舞，也喜歡把妹。擁有讓所有人都忌妒的天份。在某次的替補上場，讓詹姆士的能力與表現突然被看見，快速成為球隊不可或缺的戰力！這樣的詹姆士更自認絕對能超越17年前的文岱杰，再創大仁高中的HBA傳奇！                                                        | 全劇          |
| Janet  | 林佳璐 | 鄭麗麗   | 32歲，170cm。現任大仁高中籃球隊教練。個性自然大方，勇於挑戰新事物，熱愛運動，尤其是籃球。國中時曾是學校的女籃隊，那時的體育組長就是現在大仁高中的邱校長。 佳璐在國中畢業後跟著家人赴美求學，到了美國的佳璐，放不下對籃球的熱愛，在大學畢業後擔任NCAA 籃球隊的DVD 影片分析師，熱衷於鑽研籃球戰術。之後回到台灣擔任體育記者，敢問敢寫，尤其對各隊的教練評論更是辛辣，為的是希望台灣的籃球界可以走出一番新的開放風氣，因此，她也得罪了不少人，更被封為「教練鬼見愁」，工作也沒能更上一層樓。 這屆HBA 最後12 強的比賽就要展開，國中時期的領隊，現任大仁高中的邱校長來找佳璐，並邀請她來執掌大仁高中男子籃球隊，這樣突如其來的挑戰，正帶著佳璐的人生面對一個新的開始。 | 全劇          |
| 毛弟   | 周佳峰 | 鄧港文   | 大仁高中高二球員，178cm，得分後衛，6號。外型斯文，風度翩翩，完全不像籃球校隊一員，反倒像是合唱團裡的鋼琴伴奏，而他也真的是會彈鋼琴的白馬王子。雖然佳峰熱愛打籃球，但媽媽卻極力反對，希望他能繼續學習鋼琴，因此佳峰瞞著家裡偷偷參加籃球校隊。從小練琴的關係，讓他的手指特別敏銳，因而成為隊上不可或缺的三分神射手。 | 1-9,11-13     |
| 路斯明 | 司博然 | 蘇強文   | 大仁高中籃球隊體能教練。33 歲，運動能力分析實驗室研究員，個性溫和有禮貌，注重養身與體態，致力於運動能力分析研究，力求推廣更有效率的運動員訓練系統，讓訓練更精準、球員表現更提升！擁有精實的身材卻一直都沒有女朋友，因為他只要看到喜歡的女生平常沒有的緊張反應通通會出現，讓他在面對感情時總是缺乏自信！ | 全劇          |
| 李李仁 | 張百勝 | 雷霆     | 45 歲，大仁高中籃球隊前任教練人稱「噴汗教練」的張百勝，人生信奉的哲學是「Number one, or nothing！」服從是他一貫的帶隊原則，他相信人唯有高壓的情況之下，才能逼出個人的潛能，他看好的球員，總能在這樣風格帶領下球技提升。今年的高三隊長阿震和高一球員詹姆士，都是張百勝親自挑選進入大仁高中的，他們會為張百勝贏得他第一座冠軍嗎？ | 1-5,7-9,11,13 |

### 其他演員
| 演員       | 角色       | 粵語配音 | 介紹 | 登場集數        |
| 程予希     | 黃雅倫     | 張頌欣   | 家裡的獨生女，家裡開中藥行，雅倫從小耳濡目染，對中醫也有一定的瞭解，但雅倫很有自己的想法，她希望未來能考上醫學院學習西醫，未來希望能用西醫的角度去理解中醫的學問，所以他努力唸書，成績也不錯，是個聰明勇敢而有想法的女孩。 雅倫其實完全不了解籃球，陰錯陽差認識了籃球隊隊長阿震，才開始探索這個高中籃球的世界，對雅倫來說，籃球就是像阿震一樣的無法捉摸，這種無法捉摸的氣息就像Andy Warhol 一般的吸引了雅倫。 | 全劇            |
| A'N'D-宇宙 | 劉小花     | 陳皓宜   | 大仁高中二年級，外號阿花。雅倫的同班同學兼死黨，性格自然開朗活潑，也很樂於與別人分享，對於人的信任，可以說到了天真的地步。高一新生詹姆士進球隊之後，就瘋狂喜歡他，每次詹姆士上場，阿花總是場邊吶喊最大聲、加油板最大的那一位！想盡辦法要接近詹姆士，但是....等真的靠近了詹姆士，卻害羞到不知所措！ | 全劇            |
| 龍劭華     | 邱德基     | 朱子聰   | 60 歲，大仁高中校長兼籃球隊領隊。邱校長年輕時也曾是運動員，對於體育項目的支持總是不遺餘力。總希望籃球隊員之間要能像家人般彼此有深厚情感。他的領導原則是，比賽時要盡情享受求勝的慾望，比賽後要快樂接受勝敗結果。今年是校長任職大仁高中的最後一年，他相信今年的大仁籃球隊一定有機會挑戰17年前的大仁傳奇！ | 全劇            |
| 高英軒     | 袁華明     | 鄧志堅   | 大仁高中籃球隊助理教練。欣賞張百勝教練的霸氣、帥氣與man，所以一直跟在張教練旁邊處理籃球隊事務。他有過人的記憶力，卻只有一般人的籃球技巧，可以一目十行，過目不忘，對於所有比賽或訓練細節，都如數家珍。不太會談戀愛，在女生面前表達能力有點弱，但在大仁籃球隊裡卻總充滿幽默感、像個大哥哥般照顧著每位球員。 | 全劇            |
| 林詠越     | 林森森     |          | 外號八木，高二球員，183cm，候補控球後衛，5號。出生時算命師說他命中缺木，所以父親給他取了這個名字，名字裡有八個木所以大家都叫他八木，八木是個說話有點慢，活在自己節奏的傢伙，球技在隊上算是很不錯的，但因為個性溫吞耿直，也不喜歡與人競爭，難免有些自信不足，也許是名字裡木頭太多，有時反應也像個木頭。 | 1-9,11-13       |
| 張毓紘     | 黑結倫     |          | 外號黑輪，大仁高中一年級，188cm，候補得分後衛，7號。希望隊友叫他杰倫，但大家總愛稱他黑輪，雖然只有一年級，但意見是隊上最多的，打籃球是為了耍帥，刷存在感，因為球技還未純熟到吸引眾人的目光，所以一天到晚都黏在詹姆士身邊，只為了能成為鎂光燈的焦點。愛現的個性，隊上的球友們也眾所知曉！ | 1-9,11-13       |
| 余晉       | 曹安迪     |          | 外號D槽，大仁高中三年級，184cm，小前鋒，8號。獨生子，有錢公子哥，美式作風，從小到大不愁吃穿，要什麼有什麼，算是球隊裡的高富帥代表。比起阿震的執著，抱哥的良善，D槽就顯得花俏許多，不論是打球的球風或是對待女孩子，都比其他兄弟來得有經驗，在隊上人緣很好，在球場上是大仁重要的得分手。 | 1-9,12-13       |
| 陳威佐     | 江聰明     |          | 外號天才，高三球員，183cm，候補小前鋒，10號。球隊中，唯一一個永遠坐板凳的高三生，看著比自己小兩屆的高一球員詹姆士，都已有上場機會了，自己還在一旁坐冷板凳，只能打雜、遞毛巾、幫大家寫功課，總有說不出的悶。但個性內斂的他，從來不開口抱怨自己的不得志，但天才心底最深切的渴望，就是能上場打一場正式的比賽！                                                                                                   | 1-9,12-13       |
| 陳柏文     | 陳柏青     |          | 大仁高中二年級，187cm，11號，球隊先發大前鋒，從國中時期就一直是籃球隊的核心成員，也是大仁球隊中最多比賽經驗的隊員，球技精湛，甚至好幾次在場上使出灌籃必殺技，贏得全場球迷驚嘆。相較於場上的英勇，私底下的柏青個性靦腆害羞，笑起來有著深深的酒窩，總是迷倒許多少女心。 | 1-9,12-13       |
| 張瑋帆     | 張阿邦     |          | 外號飛鼠，大仁高中一年級，181cm，後補大前鋒，12號。來自屏東，是阿美族與排灣族的混血，原住民的血統讓他天生擁有過人的運動能力，打起球來也較有野性，性格上靦腆害羞，但其實相當搞笑，屬於慢熱悶騷型，與一年級的幾個隊友感情特別好，尤其是POOM，兩人算是超級好朋友，一個原住民，一個新住民，兩人常常拿自己的身份開玩笑。                                                                                           | 1-9,12-13       |
| 姜康哲     | 包國慶     |          | 外號抱哥，高三球員，189cm，中鋒，13號，球隊副隊長。是場上的活動籃板，也是禁區守護神，有他在場敵隊總難越雷池一步。外表粗獷的抱哥，其實內心相當溫柔。因為家裡開親子餐廳，抱哥每次放假都會在家幫忙，小朋友們看到抱哥，都會吵著要抱抱，所以漸漸的被稱為抱哥。 | 1-9,12-13       |
| 趙修武     | 趙飛       |          | 外號poom，大仁高中一年級，188cm，候補中鋒，14號。爸爸是台灣人，媽媽是泰國人，POOM在泰國出生，到了國小四年級才搬回台灣，他擁有東南亞溫暖與樂天的性格，所以跟誰都可以很合得來，也常常在隊上鬧出許多笑話，是個可愛的學弟，POOM家中經營泰國餐廳，隊上的球員也常常在那裡聚餐。 | 1-9,12-13       |
| 呂世偉     | 田家豪     | 陳卓智   | 外號神豬，大仁高中二年級，185cm，候補中鋒，15號。籃球技巧奇差無比，會進大仁籃球隊，只因為父親是大仁高中家長會會長，長期支持籃球隊的經費，為了讓兒子減肥才安插他進籃球隊。但神豬並不會被其他隊員討厭，反而是球隊裡人緣最好的一個，因為他不會與其他人競爭，加上天生耍寶的個性，讓他成為球隊裡的開心果。 | 1-9,12-13       |
| 黃志瑋     | 文岱       | 陈廷轩   | 34 歲，前籃球明星，高中時就讀大仁高中，因為愛打籃球經常翹課，被當時的黃天仁校長徵招組了第一屆的籃球校隊，原本用意是讓學生們願意留在學校，卻在文岱杰自信而獨具創意的球風帶領之下，意外地拿下HBA總冠軍， 讓所有傳統強隊都跌破眼鏡，文岱杰也是當年冠軍賽的MVP，從此成為大仁的籃球傳奇。 | 1,8-13          |
| 白雲       | 雅倫父     |          | 經營中藥行，與妻子女兒一家三口融洽和睦，常說要把女兒男朋友的腿打斷。 | 1-2,4,6-7,11-12 |
| 楊潔玫     | 雅倫母     |          | | 1-2,4,6,11-12   |
| 林忻怡     | 葉婷萱     | 成瑤孆   | 大仁高中校花，答應林佳璐的邀請與同學們為籃球隊組了一支啦啦隊。 | 2-9,12-16       |
| 萱野可芬   | 賴明雙     |          | 雙胞胎姊姊，大仁高中學生。啦啦隊成員。 | 2-9,12-13       |
| 萱野可芳   | 賴明冬     |          | 雙胞胎妹妹，大仁高中學生。啦啦隊成員。 | 2-9,12-13       |
| 莫佳恩     | 同學       |          | 大仁高中學生，啦啦隊成員。 | 2-9             |
| 莫佳育     | 同學       |          | 大仁高中學生，啦啦隊成員。 | 2-9             |
| 葉民志     | 田會長     | 招世亮   | 田家豪的父親，大仁高中家長會會長。 | 1,3,5,9-13      |
| 劉明勳     | 雜誌社主編 |          | 林佳璐的前主管。 | 1,5,7,13        |
| 高於夏     | 小新       |          | 陪阿震練球的小男孩，因為要搬家而不捨的與阿震道別。 | 1,7             |
| 許時豪     | 洪教練     |          | 新普高中教練。 | 2               |
| 李捷宇     | 吳東陽     |          | 新普高中學生，籃球隊5號擔任隊長。 | 2,11            |
| 游曉詩     | Poom媽     |          | 趙飛的母親，泰國人。經營泰式料理餐廳，喜歡熱鬧，希望兒子常帶同學及老師回家用餐。 | 3,5,9           |
| 謝瓊煖     | 柯媽媽     |          | 阿震的母親，經營髮廊。 | 3,7-11,13       |
| 黃婕菲     | 周媽媽     | 曾秀清   | 周佳峰的母親，鋼琴老師。對佳峰的教育十分嚴格，期望兒子在音樂的舞台上有傑出表現，並認為打籃球會阻礙他的大好前途。 | 3-4,6           |
| 荒山亮     | 周開       |          | 周佳峰的父親，經營音樂酒吧，與妻子分居中。喜歡看佳峰打球的摸樣，鼓勵兒子要把握機會勇敢追夢。 | 4-6             |
| 鄭宇倫     | 柳川宏     |          | 三能高中學生，詹姆士國中時期的好友、隊友。 | 7-9,11,13       |
| 蔡武雄     | 寶蓋叔     | 葉振聲   | 因慫恿神豬喝酒後又出言挑釁，使神豬衝動之下出手打人。 | 8               |
| 許乃涵     | 小阿姨     |          | 劉小花的小阿姨，一位愛情算命師，點醒小花與詹姆士的關係。 | 9               |
| 魯文學     | 江爸爸     |          | 江聰明的父親 | 11              |
| 劉越逖     | 陳校長     |          | 大仁高中新任校長 | 11-12           |
| 江建維     | 球員       |          | 三能高中球員 | 全劇            |

### 客串演員
| 演員   | 角色   | 粵語配音 | 介紹                                                                       | 登場集數 |
| 林志隆 | 林志隆 | 李錦綸   | HBA複賽電視轉播主播。                                                      | 1        |
| 何守正 | 何守正 | 黃啟昌   | HBA複賽電視轉播球評。                                                      | 1        |
| 林益全 | 林益全 | 劉奕希   | 棒球選手，綽號「神全」，於運動科學中心進行訓練。                           | 2        |
| 林煒珽 | 林煒珽 | 招世亮   | HBA十二強、八強賽電視轉播主播。                                            | 4-6,8-9  |
| 哈孝遠 | 哈孝遠 | 劉奕希   | HBA十二強、八強賽電視轉播球評，自稱「籃球小牛頓」。                        | 4-6,8-9  |
| 包小松 | 詹爸爸 | 潘文柏   | 詹智凱的父親，因為工作時常不在台灣。                                       | 9        |
| 陳孝萱 | 詹媽媽 | 黃玉娟   | 詹智凱的母親，因為工作時常不在台灣，希望兒子詹智凱也能跟他們一起移居國外。 | 9        |
| 周俊三 | 周俊三 | 張錦江   | 柯威震、詹智凱的特訓教練。                                                 | 10-11    |
| 徐展元 | 徐展元 | 陳欣     | 主播                                                                       | 12-13    |
| 李亦伸 | 李亦伸 | 梁偉德   | 球評                                                                       | 12-13    |

## 電視劇歌曲
| 曲別   | 歌名             | 演唱者     | 作詞     | 作曲     |
| 片頭曲 | 青春無敵         | 蘇見信     | 蘇見信   | 蘇見信   |
| 片尾曲 | 凝視             | 閻奕格     | 陳信延   | 楊子樸   |
| 插曲   | 帥過頭           | 毛弟、王子 | 張家瑋   | 黃漢青   |
| 插曲   | 來真的           | 動力火車   | 陳信延   | 張博彥   |
| 插曲   | 都祝福           | 辰亦儒     | 張家瑋   | 陳徐超   |
| 插曲   | 愛的積分         | 劉宇珊     | 藍小邪   | 張簡君偉 |
| 插曲   | 洪荒之力         | 陶晶瑩     | 陶晶瑩   | 陶晶瑩   |
| 插曲   | 一個人想著一個人 | 曾沛慈     | 張簡君偉 | 張簡君偉 |

## 相關商品
- HIGH 5 制霸青春 電視小說   2016年12月8日發行。
- HIGH 5 制霸青春 熱血寫真本 2016年12月8日發行。

### 電視原聲帶
HIGH 5 制霸青春電視原聲帶由華研國際音樂製作發行，片數為1CD。原聲帶中收錄了劇中的所有歌曲再加入九首配樂的音樂。台灣於2016年12月9日發行。

## 收視率

### 八大週六首播收視率
| 播出日期       | 集數 | 平均收視 | 同時段排名 | 備註   |
| -------------- | ---- | -------- | ---------- | ------ |
| 2016年10月15日 | 1    | 0.22     |            |        |
| 2016年10月22日 | 2    | 0.25     |            |        |
| 2016年10月29日 | 3    | 0.31     |            |        |
| 2016年11月5日  | 4    | -        |            |        |
| 2016年11月12日 | 5    | -        |            |        |
| 2016年11月19日 | 6    | 0.23     |            |        |
| 2016年11月26日 | 7    |          |            |        |
| 2016年12月3日  | 8    | 0.18     |            |        |
| 2016年12月10日 | 9    |          |            |        |
| 2016年12月17日 | 10   |          |            |        |
| 2016年12月24日 | 11   |          |            |        |
| 2016年12月31日 | 12   |          |            |        |
| 2017年1月7日   | 13   | 0.16     |            | 最終戰 |
| 平均收視率     |      |          |            |        |

- 同時段節目：華視《名模出任務》、民視《台灣那麼旺》、中視《萬秀豬王》、台視《奇幻島》、《綜藝三國智》
- 資料來源：台灣-偶像劇場（页面存档备份，存于）、凱絡媒體週報（页面存档备份，存于）、AC尼尔森

## 獎項及提名
| 大獎         | 獎項             | 入圍者         | 結果 |
| ------------ | ---------------- | -------------- | ---- |
| 第52屆金鐘獎 | 戲劇節目男主角獎 | 宏正           | 提名 |
| 第52屆金鐘獎 | 戲劇節目導演獎   | 林子平         | 提名 |
| 第52屆金鐘獎 | 攝影獎           | 王晟合、孫全岑 | 提名 |
| 第52屆金鐘獎 | 剪輯獎           | 楊邦彥         | 提名 |

## 重要場景
- 台北市臺北市立大學天母校區體育館(博愛校區)
- 陽明山美軍宿舍
- 板橋區江翠派出所
- 新莊區輔仁大學中美堂
- 桃園桃園農工
- 苗栗南湖國小
- 宜蘭宜蘭高中
- 新竹新竹市立新科國民運動中心
- 台南嘉南藥理大學
- 桃園大園國際高中

## 製作
- 製作公司：聯合互動傳播股份有限公司
- 出品人：王文杉
- 製作人：張淑媛
- 執行製作人：楊以苹
- 後期製片：傅婷妤
- 製作企劃：吳承樺
- 行銷統籌：陸嘉琪
- 行銷贊助：柯珂
- 數位行銷：李威葳
- 社群行銷：林怡雯
- 內容行銷：譚學文
- 視覺設計：林姿頤
- 法務：廖健翔、蕭竹君
- 財務行政：葉佳穎、林俊男、馬大緯、許全凱、徐欣成

## 工作人員
- 導演：林子平
- 編劇：林子平、王晴晴
- 副導演：邱逸萍
- 助導：林亮君、全懿儒
- 場記：楊蕙瑜
- 導演組實習生：李欣
- 統籌：劉玲均
- 製片：吳家哲
- 執行製片：江健宇
- 場景經理：潘采辰
- 場景助理：陳昱齊
- 現場執行：曾文賢
- 製片助理：羅廷弘、蔡欣頤
- 製片組實習生：吳慧文、李俞臻、陳建宇、宋佩儒、余庭安、車承軒、林彥鐘、黃彥儒、喬惟彥、林禹頡、江健維、林煜濬
- Casting：錢嘉駿、曾熏閑
- 演員管理：林若婷、陳明君、方瑤仙
- 攝影師：孫全岑、王晟合、謝士國
- 跟焦師：李昀、劉家銘
- 攝影助理：吳彥興、李子豪、林易偉
- 攝影器材：大米影視器材
- 燈光師：胡春生、許世明
- 燈光助理：黃恩、林聖宗、蕭敬、戴銘海、江早發、林柏昌、陳惠昌、江庭鋒、王弈學
- 燈光組實習生：鄧奕曦、利家瑜
- 跟燈員：劉繼鴻
- 電工：彭士睿
- 燈光器材：中西工作室
- 錄音師：陳維良
- 錄音助理：張志堅、王彥勳
- 美術指導：連玉喆、簡春玉
- 執行美術：張依婷、黃顯怡、陳乃菁
- 道具師：王郁勳
- 現場道具：劉邑琳、李欣怡
- 美術助理：徐培耘、李宛儒、林璟吟、吳昭瑜、劉斯媛、盧楹佳
- 場務領班：林璁毅
- 場務助理：李韋、張宇進
- 場務器材：永祥場務器材
- 場務支援：賴育朗
- 造型師：蘇庭卉
- 造型助理：鄭宇培
- 服裝管理：董宜佳、洪宗平
- 髮型師：張瓈月
- 化妝師：劉雯琳
- 梳化助理：葉柔、黃羽珮
- 劇照：阮冠媖
- 花絮編導：沐旅影像製作公司
- 花絮：樊盈君(子綺)、劉小風
- 後期處理：八零後影像製作有限公司
- 剪輯師：楊邦彥
- 剪輯助理：許淨涵、葉咏真、陳俞伶、林婷婷、劉文曜
- 聲音後期製作：杰瑞音樂有限公司
- 音效指導：余政憲
- SXF Editor：李明哲、吳知穎
- 對白處理：陳彥吟、孫嘉豪
- 配樂編曲：余政憲、蔡旻樺、徐儀芳
- Foley Design：張家綸、吳旭雯
- 5.1環繞混音：余政憲
- 調光：時間軸影像有限公司
- 後期調光協調：李家安
- 調光師：周佩儀
- 特效：PhoeniX

## 外部連結
- 愛奇藝台灣站線上看《High 5 制霸青春》
- 官方网站－八大電視
- 官方网站－香港無綫電視
- High 5 制霸青春的Facebook專頁

| 臺灣八大綜合台 每周六20：30－22：00                               | 臺灣八大綜合台 每周六20：30－22：00              | 臺灣八大綜合台 每周六20：30－22：00 |
| ----------------------------------------------------------------- | ------------------------------------------------ | ----------------------------------- |
|                                                                   | High 5 制霸青春 （2016年10月15日－2017年1月7日） |                                     |
| 我為歌狂（重播） (20:00-21:00)Doctors醫生們（重播） (21:00-22:00) | 我是歌手4特輯                                    |                                     |

| 香港 無綫電視J2 每週一至週五 19:00－20:00    | 香港 無綫電視J2 每週一至週五 19:00－20:00      | 香港 無綫電視J2 每週一至週五 19:00－20:00 |
| -------------------------------------------- | ---------------------------------------------- | ----------------------------------------- |
|                                              | High 5 制霸青春 （2017年8月8日－2017年9月4日） |                                           |
| 浮士德的微笑 （2017年6月22日－2017年8月7日） | 小丈夫 （2017年9月5日－2017年11月17日）        |                                           |